# رشاد عبدالله‌یف
رشاد عبدالله‌یف (ترکی آذربایجانی: Rəşad Abdullayev؛ زادهٔ ۱ اکتبر ۱۹۸۱) بازیکن فوتبال اهل جمهوری آذربایجان است.
از باشگاه‌هایی که در آن بازی کرده‌است می‌توان به باشگاه فوتبال آزال باکو، باشگاه فوتبال خزر لنکران، باشگاه فوتبال نفتچی باکو، باشگاه فوتبال باکو، باشگاه فوتبال قبله، باشگاه فوتبال روان باکو، و باشگاه فوتبال کشله اشاره کرد.
وی همچنین در تیم ملی فوتبال جمهوری آذربایجان بازی کرده‌است.